# 亚沙汉县
亚沙汉县属于印度尼西亚北苏门答腊省，县治基萨兰。
随着2007年划分成立巴都巴拉县，亚沙汉县现有面积3675平方公里，人口667,563人。亚沙汉县曾经是亚沙汉苏丹国的所在地。